# Fullerton (Metro de Chicago)
Fullerton es una estación en las líneas Marrón, Roja y Púrpura del Metro de Chicago. La estación se encuentra localizada en 943 West Fullerton Avenue en Chicago, Illinois. La estación Fullerton fue inaugurada el 31 de mayo de 1900.  La Autoridad de Tránsito de Chicago es la encargada por el mantenimiento y administración de la estación. La Línea Púrpura Expresa opera solamente durante las horas pico de lunes a viernes.

## Descripción
La estación Fullerton cuenta con 2 plataformas central y 4 vías. 

## Conexiones
La estación es abastecida por las siguientes conexiones de autobuses: 
- Rutas del CTA Buses: #74 Fullerton, #11 Lincoln/Sedgwick